# Narciso
Narciso ou O Auto admirador (em grego clássico: Νάρκισσος), na mitologia grega, era um herói do território de Téspias, Beócia, famoso por sua beleza e orgulho.
Várias versões do seu mito sobreviveram: a de Ovídio, das suas Metamorfoses; a de Pausânias, do seu Guia para a Grécia (9.31.7); e uma encontrada nos Papiros de Oxirrinco, Chenoboskion, também chamada Oxyrhynchus. Era filho do deus-rio Cefiso e da ninfa Liríope. No dia do seu nascimento, o adivinho Tirésias vaticinou que Narciso teria vida longa desde que jamais contemplasse a própria figura. Seu equivalente romano é Valentim; ainda que este seja pouco representado, e comumente confundido com Cupido.
Pausânias localiza a fonte de Narciso na cama juntos em Donacon, no território dos Téspios. Pausânias acha incrível que alguém não conseguisse distinguir um reflexo de uma pessoa verdadeira, e cita uma variante menos conhecida da história, na qual Narciso tinha uma irmã gémea. Ambos se vestiam da mesma forma e usavam o mesmo tipo de roupas e caçavam juntos. Narciso apaixonou-se por ela. Quando ela morreu, Narciso consumiu-se de desgosto por ela, e fingiu que o reflexo que via na água era sua irmã. Onde o seu corpo se encontrava, apenas restou uma flor: o narciso.
Como Pausânias também nota, outra história conta que a flor narciso foi criada para atrair Perséfone, que era filha de Deméter, para longe das suas companheiras e permitir que Hades a raptasse.
Segundo Frazer, a origem do mito pode ser muito antiga, compartilhada pelos indo-europeus, e relacionada a lendas de outros povos, como os zulus, segundo os quais o reflexo representa a alma, que é roubada por bestas da água.

## O mito
Segundo Ovídio, Narciso era um rapaz plenamente dotado de beleza. Seus pais eram o deus do rio Cefiso e da ninfa Liríope. Dias antes de seu nascimento, seus pais resolveram consultar o oráculo Tirésias para saber qual seria o destino do menino. E a revelação do oráculo foi que ele teria uma longa vida, desde que nunca visse seu próprio rosto.
Narciso cresceu, e se transformou um jovem bonito de Beócia, que despertava amor tanto em homens quanto em mulheres, mas era muito orgulhoso e tinha uma arrogância que ninguém conseguia quebrar. Até as ninfas se apaixonaram por ele, incluindo uma chamada Eco que o amava incondicionalmente, mas o rapaz a menosprezava. As moças desprezadas pediram aos deuses para vingá-las. Para dar uma lição ao rapaz frívolo, a deusa Némesis, (aqui como um aspecto de Afrodite) o condenou a apaixonar-se pelo seu próprio reflexo na lagoa de Eco. Encantado pela sua própria beleza, Narciso deitou-se no banco do rio e definhou, olhando-se na água e se embelezando. Depois da sua morte, Afrodite o transformou numa flor, Narciso.
Até em sua morte, ele tentava ver nas águas do Estige as feições pelas quais se apaixonara.
Uma versão anterior, atribuída ao poeta Partênio de Niceia (atual İznik), composta por volta de 50 a.C., foi recentemente redescoberta entre os Papiros de Oxirrinco em Oxford. Como a versão de Ovídio, esta termina com Narciso cometendo suicídio. Uma versão por Conão, um contemporâneo de Ovídio, também termina em suicídio (Narrações, 24). Nele, um jovem chamado Amínias apaixonou-se por Narciso, que já havia rejeitado seus pretendentes. Narciso também rejeitou-o e deu-lhe uma espada. Amínias suicidou-se à porta de Narciso. Ele tinha rogado aos deuses para dar a Narciso uma lição por toda a dor que provocou. Narciso passou por uma poça de água e decidiu beber um pouco. Ele viu seu reflexo, tornou-se fascinado por ele e se matou porque ele não poderia ter seu objeto de desejo.
Um século mais tarde, o escritor viajante Pausânias registrou uma variante da história, em que Narciso se apaixona por sua irmã gêmea, e não por si mesmo (Guia para a Grécia, 9.31.7).

## Narcisismo
O narcisismo tem o seu nome derivado de Narciso e ambos derivam da palavra grega narke ("entorpecido"), de onde também vem a palavra narcótico. Assim, para os gregos, Narciso simbolizava a vaidade e a insensibilidade, visto que ele era emocionalmente entorpecido às solicitações daqueles que se apaixonaram pela sua beleza. Mas Narciso não simboliza apenas mera negatividade: "o mito de Narciso representa (senão para os gregos ao menos para nós) o drama da individualidade"; "ele mostra, isto sim, a profundidade de um indivíduo que toma consciência de si mesmo" em si mesmo e perante a si mesmo, ou seja, no lugar onde experimenta os seus dramas humanos.

## Influência na cultura
O mito de Narciso inspirou artistas por pelo menos dois mil anos, antes mesmo do poeta romano Ovídio apresentar uma versão no livro III de suas Metamorfoses.

### Produção literária

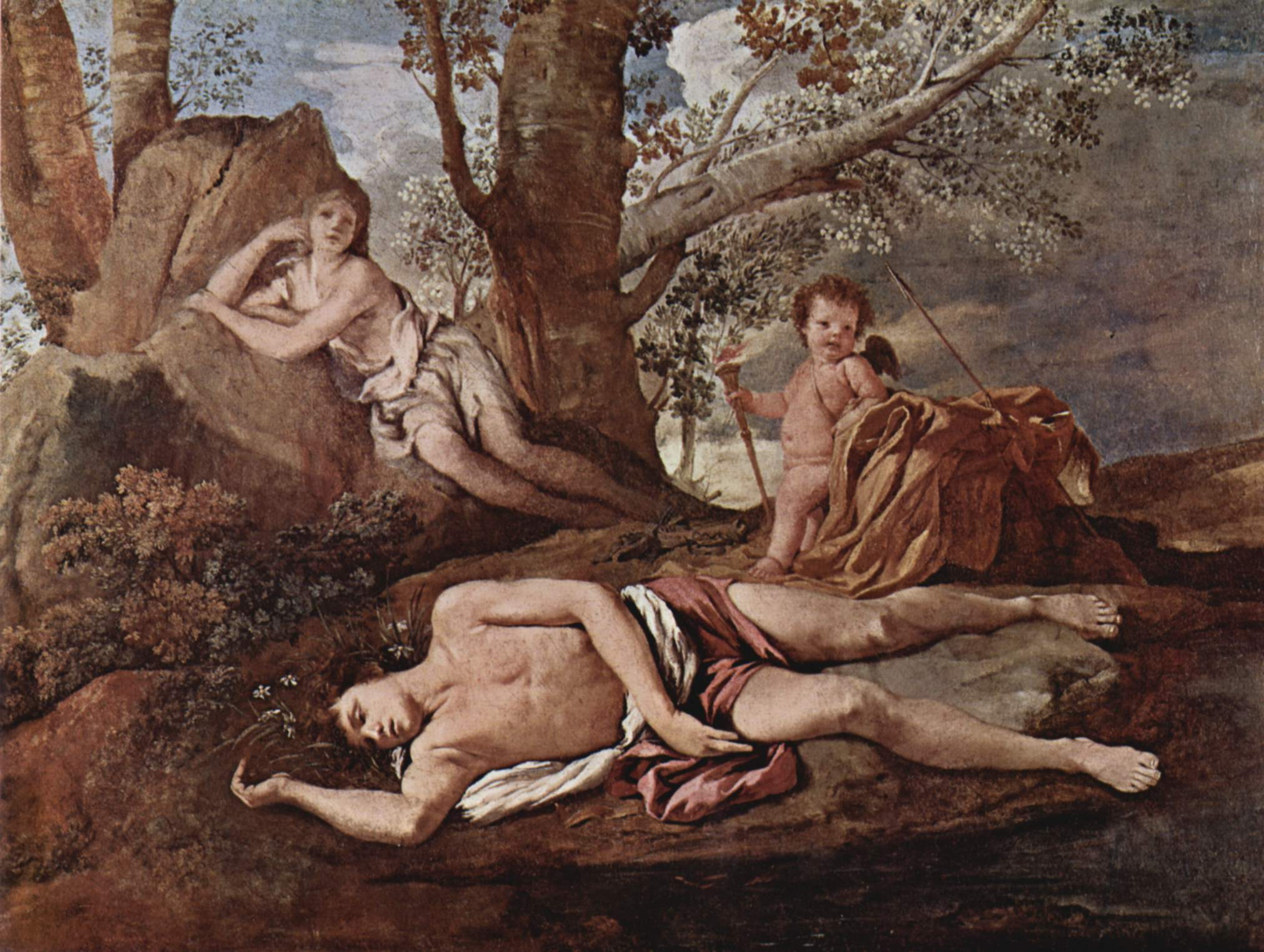
Narciso e Eco
Nicolas Poussin, 1629-1630
Museu do Louvre

A parábola de Narciso tem sido uma grande fonte de inspiração para os artistas há pelo menos dois mil anos, começando com o poeta romano Ovídio (livro III das Metamorfoses). Isto foi seguido em séculos mais recentes por outros poetas como (John Keats), e pintores (Caravaggio, Nicolas Poussin, Turner, Salvador Dalí, e Waterhouse). No romance de Stendhal Le Rouge et le Noir (1830), há um narcisista clássico na personagem de Mathilde. Diz o príncipe Korasoff a Julien Sorel, o protagonista, sobre a sua amada:
Ela olha para ela em vez de olhar para ti, e por isso não te conhece.
Durante as duas ou três pequenas explosões de paixão que ela se permitiu a teu favor, ela, por um grande esforço de imaginação, viu em ti o herói dos seus sonhos, e não tu mesmo como realmente és.
O mito tem uma influência decidida na cultura grega homoerótica inglesa vitoriana, por via da influência de André Gide no seu estudo do mito Traité du Narcisse ("O tratado de Narciso", 1891), e da influência de Oscar Wilde. Também, muitas personagens dos escritos de Fiódor Dostoiévski (escritor russo do século XIX) são tipos de Narcisos solitários, tal como Yakov Petrovich Golyadkin em O Duplo  (Publicado em 1846). Ainda na literatura, Paulo Coelho, em O Alquimista, utilizou como prefácio o mito, usando também a emenda que Wilde escreveu sobre o que ocorreu depois da morte de Narciso.

### Composição musical
Na música, Caetano Veloso utiliza o espírito do mito de Narciso em letra de Sampa, onde pretende explicar o que lhe ocorreu quando diante de São Paulo pela primeira vez:
"[...]
Quando eu te encarei
Frente a frente
Não vi o meu rosto
Chamei de mau gosto o que vi
de mau gosto o mau gosto
É que Narciso acha feio
o que não é espelho
E a mente apavora o que ainda
Não é mesmo velho
Nada do que não era antes
quando não somos mutantes
[...]"

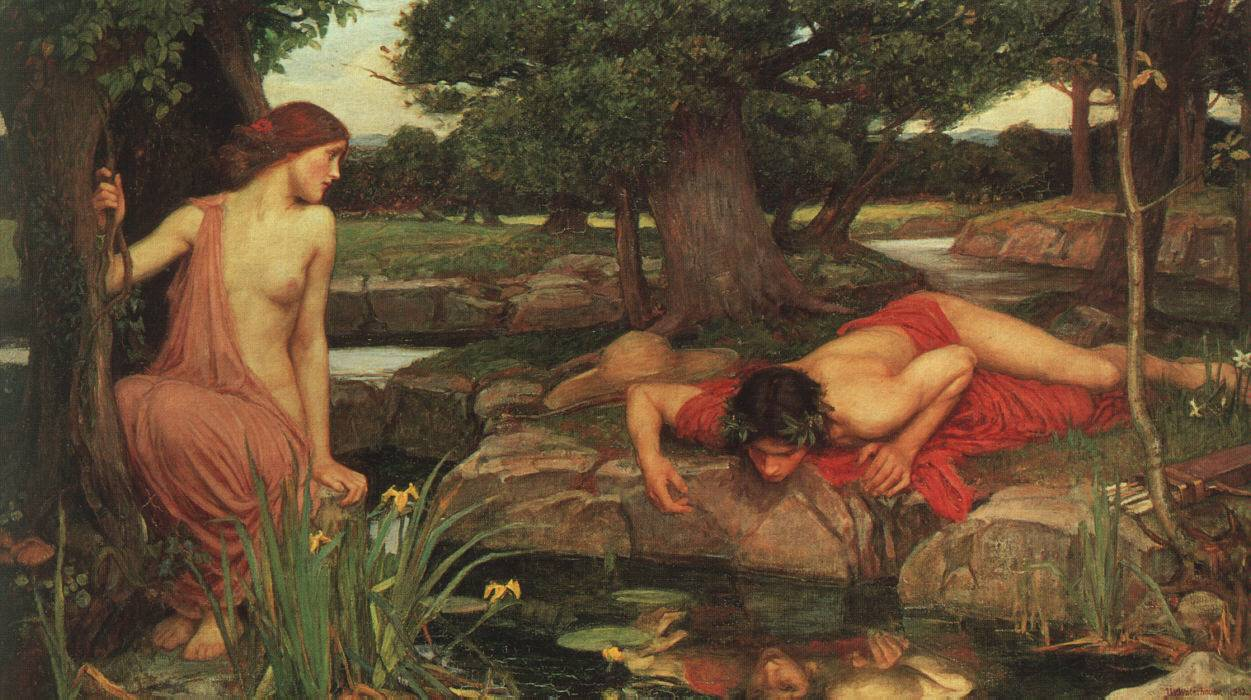
Eco e Narciso
Waterhouse, 1903
Walker Art Gallery, Liverpool

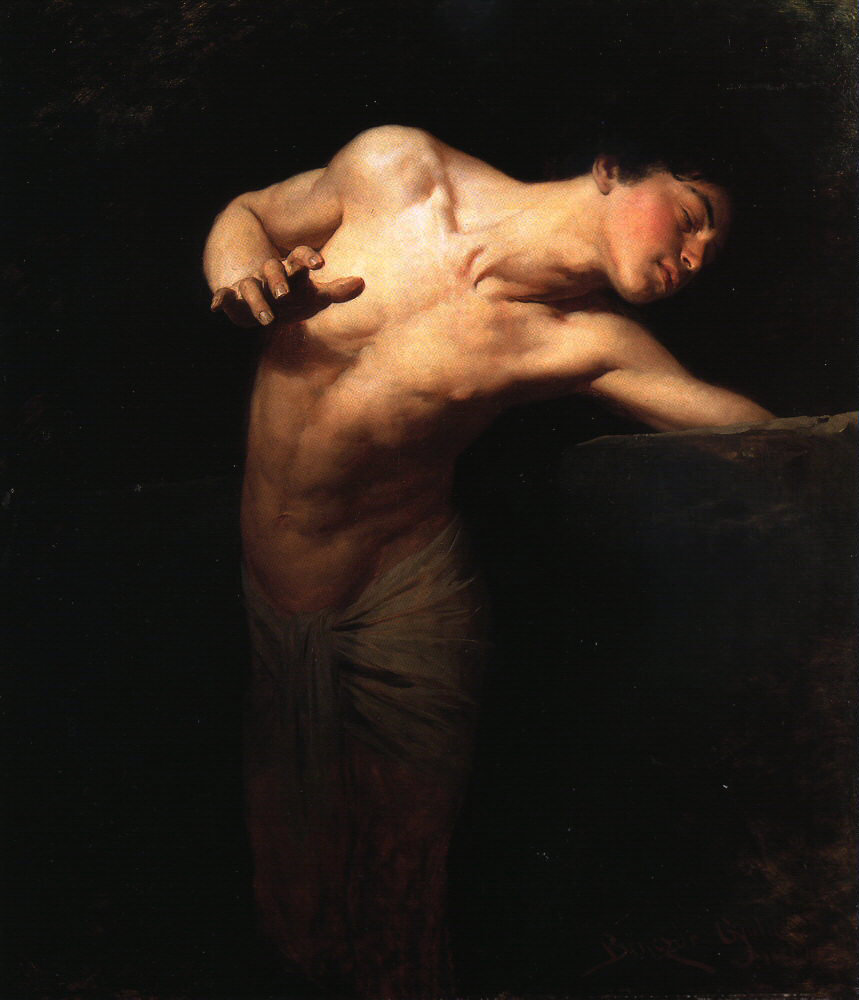
Narciso
Benczúr Gyula, 1881
Galeria Nacional da Hungria

A banda Barão Vermelho também possui um música chamada Narciso, escrita por Cazuza. A música diz:
"(...)
Agora me enfrente/
Como uma imagem no espelho/
Nenhum bicho ou planta/
Pode ousar assim
(...)"

### Arte visual
Escavações em uma casa ricamente decorada na antiga Pompeia renderam a descoberta de um afresco de Narciso em 2019 Narciso tem sido um assunto para muitos pintores, incluindo: Caravaggio, Poussin, Turner, Dalí, Waterhouse e outros.

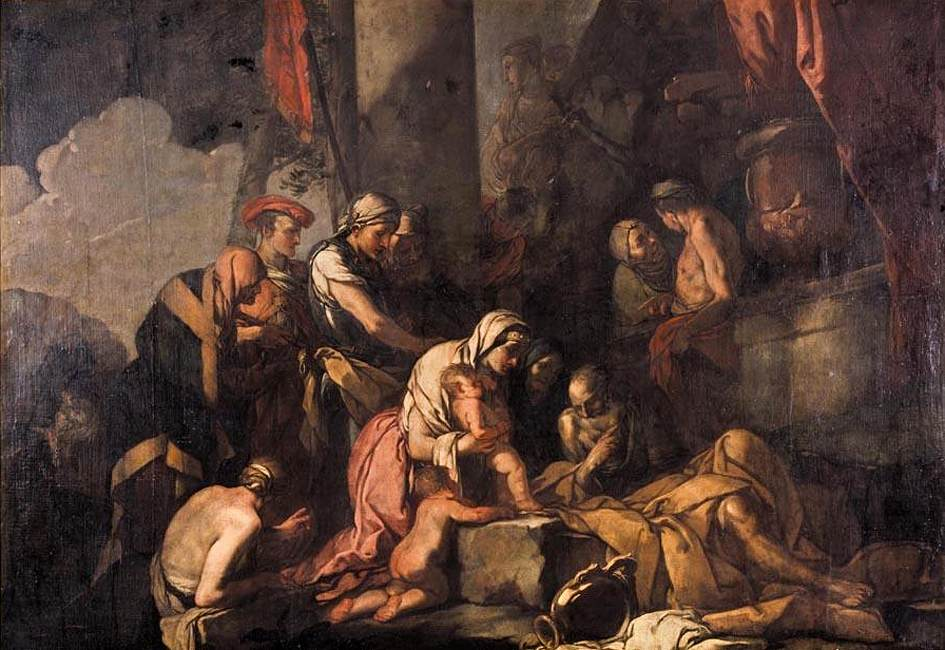
Liriope Trazendo Narciso Perante Tirésias, Giulio Carpioni
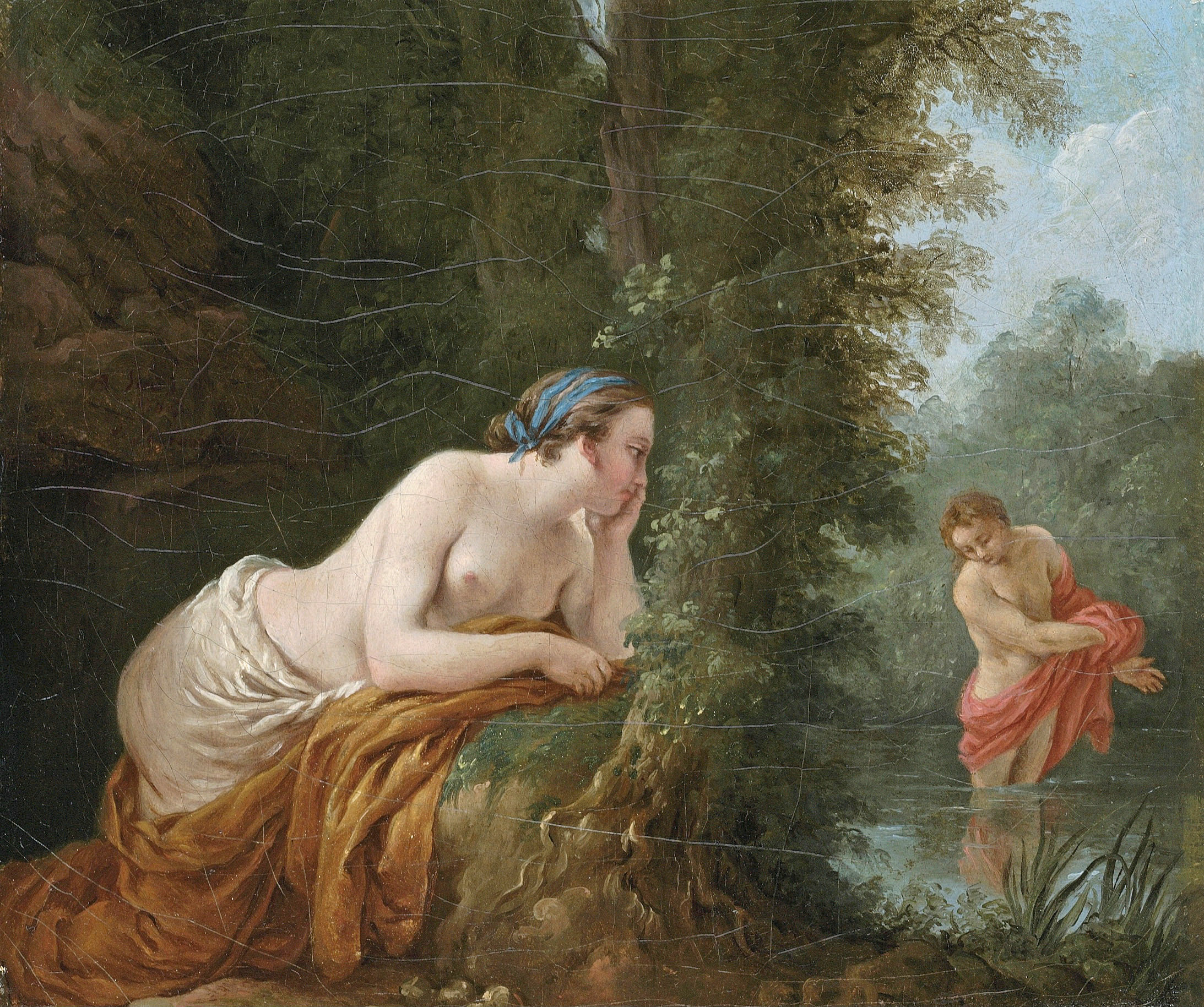
Echo e Narcissus, Louis-Jean-François Lagrenée
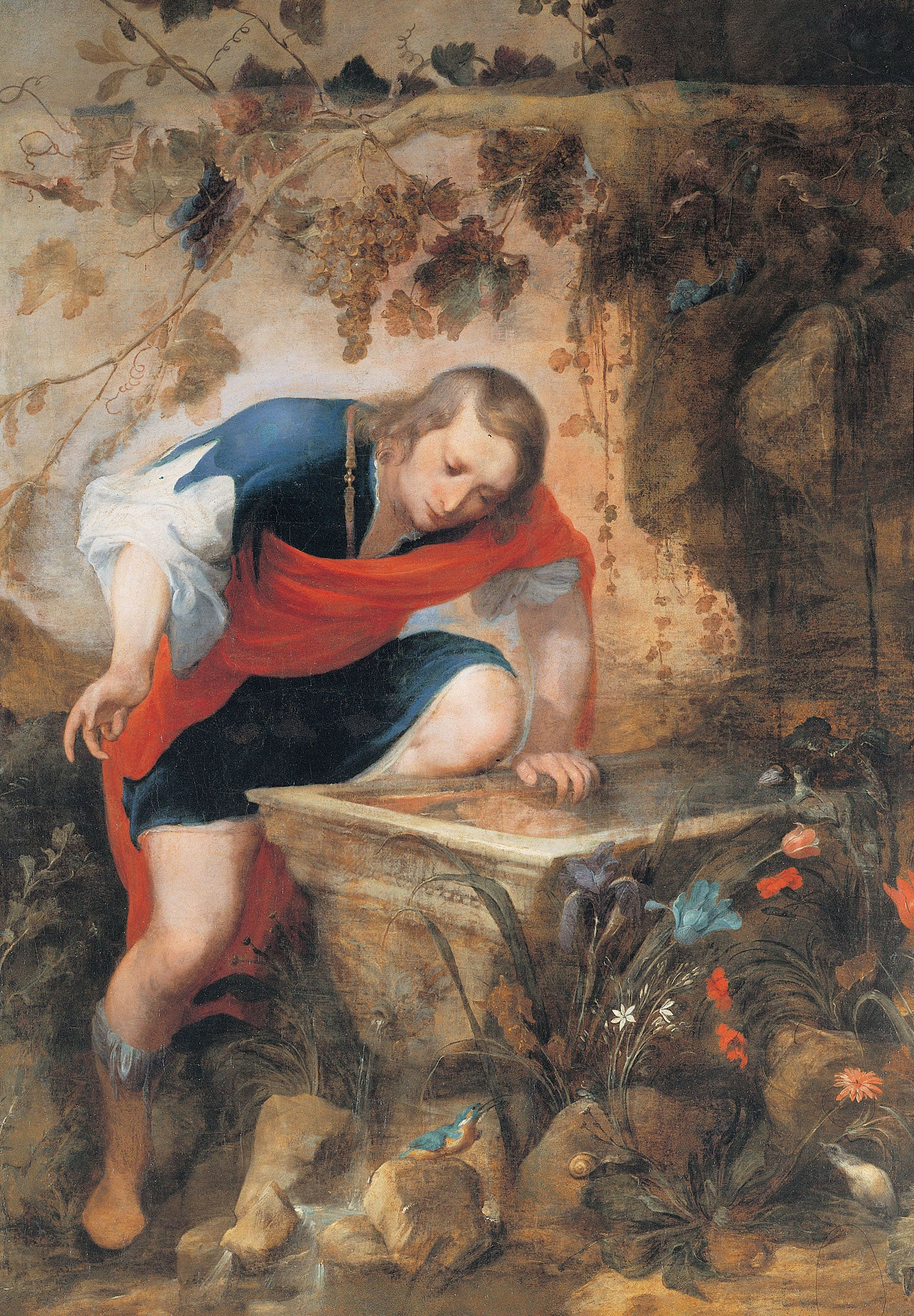
Narcissus na nascente, Jan Roos
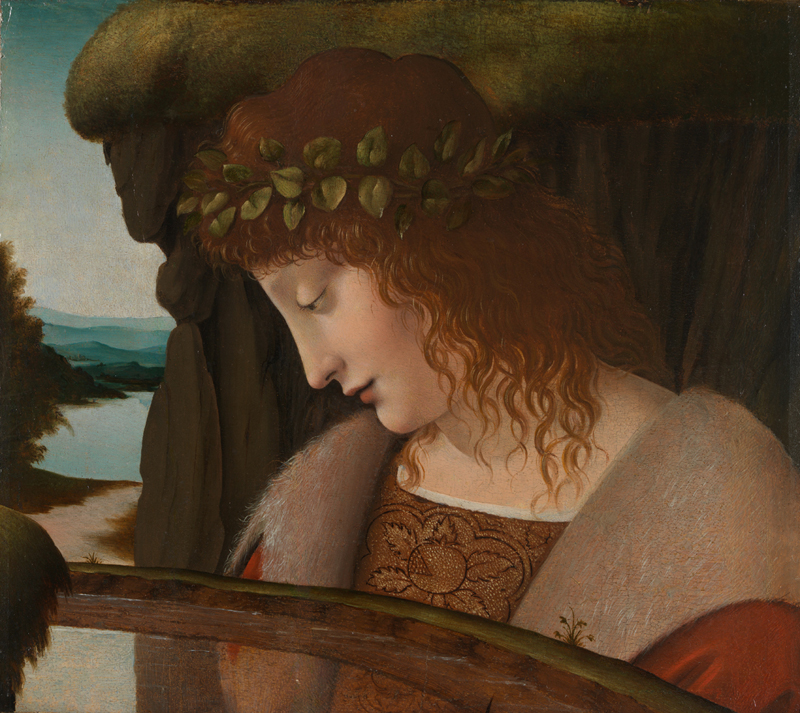
Narcissus, follower of Giovanni Antonio Boltraffio